# Passalora rhois
Passalora rhois är en svampart som först beskrevs av E. Castell., och fick sitt nu gällande namn av U. Braun & Crous 2003. Passalora rhois ingår i släktet Passalora och familjen Mycosphaerellaceae.   Inga underarter finns listade i Catalogue of Life.